# María Luisa Escobar
María Luisa González Gragirena (Valencia, Veneçuela, 5 de desembre de 1898 - Caracas, 14 de maig de 1985), coneguda artísticament com a María Luisa Escobar, fou una musicòloga, pianista i compositora veneçolana, fundadora de l'Ateneu de Caracas.

## Biografia

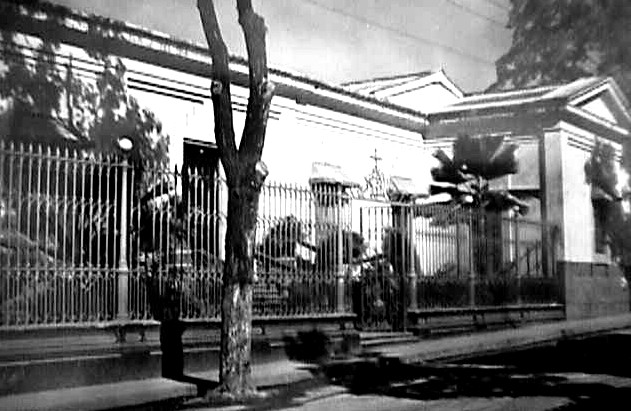
Col·legi Lourdes a la ciutat de Valencia, on va estudiar María Luisa Escobar.

María Luisa Escobar fou filla d'Enrique González Olivera i de María Gragirena Mijares. Als cinc anys va ingressar al Col·legi de Lourdes, on va iniciar els seus estudis de piano. Un any després va compondre el seu primer tema, titulat Blanca, la nena Angélica. Als vuit anys va viatjar amb els seus pares a Curaçao i va ser internada en el Col·legi "Welgelegen Habay", on va ampliar la seva cultura estudiant els idiomes francès i anglès. Va continuar els seus estudis de piano i també va estudiar violí i composició amb professors especialitzats, acabant el seu batxillerat el 1917. A continuació va perfeccionar a París els seus estudis de piano i composició, a més de cant, sota la tutela de músics com Jean Roger-Ducasse, Arthur Honegger i Charles Koechlin.
Va tornar a Veneçuela dos anys més tard, i va compondre als 16 anys un assaig de teatre musical, comptant amb la col·laboració de la poetessa Olga Capriles i del músic i compositor Juan Vicente Lecuna. Va contreure matrimoni el 1918 amb l'alemany Federico Wolf i es va radicar en la ciutat veneçolana de Puerto Cabello. Allà va tenir els seus tres primers fills: Waldemar, Irma i Iván Wolf González. El matrimoni es va divorciar anys després. Més tard María Luisa es casaria amb el violinista i compositor José Antonio Escobar Saluzzo (1877-1970), marxant a viure a Caracas. Un cop casada, va passar a ser coneguda com a María Luisa Escobar D'aquesta unió va néixer el seu quart fill, Toney Escobar González. Amb el seu espòs i el també músic i compositor Pedro Antonio Ríos Reyna, a més d'altres artistes, va iniciar el conjunt vocal instrumental "Quinteto Ávila", sent María Luisa la cantant i arranjadora. L'11 de juliol de 1928, en un estudi d'enregistraments de Caracas, va gravar per a l'empresa Victor Talking Machine Company els temes "Alondras", "Mar adentro", "Tu maldad" i "Ángel de mis sueños", tots ells compostos i arranjats per ella. En aquests enregistraments, el seu nom apareix acreditat com a Maritza Graxirena.
En companyia de personalitats tals com l'actriu Eva Mondolfi, Ana Cristina Medina, l'escriptor Rómulo Gallegos, el compositor i músic Vicente Emilio Sojo, l'escriptora Teresa de la Parra i l'escriptor Fernando Paz Castillo va fundar el teatre Ateneu de Caracas el 8 d'agost de 1931, institució que va dirigir fins a 1943. El 1941 va estrenar amb èxit i crítiques favorables en el Teatre Municipal de Caracas la seva primera obra de teatre líric, Orquídies Blaves, composta en col·laboració amb l'escriptora veneçolana Lucila Palacios. La compositora va realitzar també recerques sobre les llegendes indígenes veneçolanes i d'elles sorgirien òperes com La Princesa Girasol i el drama coreogràfic Guaicaipuro, basat en la vida del cacic veneçolà homònim, que es va estrenar el 1951 amb motiu de la celebració dels tercers Jocs Bolivarians.
Davant la inexistència d'organismes veneçolans de defensa dels drets d'autor, María Luisa va establir el 1947, juntament amb altres socis del gremi musical, l'Associació Veneçolana d'Autors i Compositors (AVAC). En la segona meitat dels anys 40, es va encarregar de les relacions públiques de l'emissora estatal Ràdio Nacional de Veneçuela, on va conèixer al llavors novell músic Juan Vicente Torrealba, a qui oferiria l'oportunitat de realitzar el seu primer enregistrament discogràfic. També en aquesta època va compondre el tema Desesperanza, dedicat a un dels seus fills, destinat inicialment al baríton i actor veneçolà Eduardo Lanz i que inclouria el tenor veneçolà Alfredo Sadel en el seu primer LP, gravat el 1955. Aquest any, Escobar va participar com a pianista en l'enregistrament "Concierto Venezolano" un dels primers LPs realitzat a Veneçuela, sota la direcció del músic dominicà Billo Frómeta, amb la participació d'integrants de l'Orquestra Simfònica de Veneçuela. En aquella època, després del seu segon divorci, havia adoptat legalment el cognom Escobar, per la qual cosa totes les seves obres apareixien signades amb aquest pseudònim.
La seva popularitat li va permetre donar suport i obrir el pas a altres artistes veneçolans, la qual cosa la portaria a convertir-se en fundadora del Sindicat Professional d'Autors i Compositors de Veneçuela, el 1955, al costat de Lorenzo Herrera, Luis Alfonzo Larrain, Jesús Sanoja, Luis María Frómeta (Billo), Jesús Corrals Sánchez, Jacobo Erder i Aníbal Abreu. Des de llavors va emprendre una lluita pel reconeixement dels drets d'autor.
A causa dels seus mèrits com a investigadora, músic, cantant, compositora i la seva lluita a favor d'autors i compositors, María Luisa Escobar va obtenir el Premi Nacional de Música l'any 1984, pocs mesos abans de la seva mort.

## Llista de composicions
María Luisa Escobar va compondre una innombrable gamma de cançons i boleros, entre els quals destaquen:
- "Desesperanza"
- "Caracas Romántica"
- "Como la primera vez"
- "Vente con el alba"
- "Noches de luna de Altamira"
- "Contigo"
- "Orquídeas azules" amb lletra de Mercedes Carvajal de Arocha (Lucila Palacios)
- "Luna de Camoruco"
- "La despedida"
- "Caribe" tema de presentació de Radio Caracas (RCTV) al llarg de molt de temps
- "La luz de mi ciudad"
- "El marinero"
- "No puedo olvidarte"
- "Canción de oro"
- "Sueños de Bolívar"
- "Paraguaná"
- "Curiana"
- "Orinoco"
- "Canción del aviador"
- "Siete lunas"
- "Siempre"
- "Aleluya"
- "Carnaval de candela"
- "Concierto sentimental",
- "Vals de concierto"
- "Petit suite"
- "Mi general Bolívar"
- "Diez canciones sentimentales"